# Polk lagunarjev Serenissima
Polk lagunarjev Serenissima (izvirno italijansko Reggimento lagunari Serenissima; tudi samo Lagunarji) je amfibijski polk, ki deluje v sestavi Italijanske kopenske vojske.
Polk je edina amfibijska enota Italijanske kopenske vojske in ena od dveh v Italijanskih oboroženih silah (druga enota je Polk Sveti Marko).

## Organizacija
- Štab
- Prištabna četa
- Amfibijska transportna četa
- Marinski pehotni bataljon